# Ladrón de Guevara
El apellido Ladrón de Guevara es un apellido compuesto alavés derivado del apellido Ladrón, siendo los Ladrón de Guevara los Ladrón oriundos del municipio alavés de Guevara.
Cuando las cortes de Sangüesa lo reconocieron como rey, Sancho apodó cariñosamente "Ladrón" a su salvador, dando origen al apellido Ladrón de Guevara.
El patronímico "Ladrón" ("Latro" en latín) es un apodo de origen incierto y legendario. El primero en utilizarlo fue el conde Ladrón, I señor de Guevara y de Oñate y conde de Álava en el siglo XII, tronco del linaje de Guevara. Se trata de un patronímico de utilización exclusivamente familiar. Muchas familias se preciaron en utilizarlo en virtud de su ascendencia más o menos remota, derivada de esa familia, de la cual se enorgullecían.
En Álava muchas familias lo utilizaron, especialmente en la forma Ladrón de Guevara, denotando procedencia de esa familia.
Los patronímicos Vela y Beltrán fueron también utilizados con profusión por la familia Guevara, condes de Oñate. 
El primer conde y señor de Balazote, Juan Manuel de Alfaro Ladrón de Guevara y Mendoza, cuyo título fue concedido el 30 de marzo de 1693, tuvo casa, posesiones y capilla propia con enterramiento en Tobarra (Albacete), en el altar mayor del convento Franciscano de San José, en donde fue inhumada su esposa, Ignacia Teresa de Haro y Posada, en 1734. La posesión de este título nobiliario permaneció desde entonces y sucesivamente a la familia Ladrón de Guevara de la localidad de Tobarra; y pasó ya en el siglo XIX al conde de Lalaing.
En relación con el origen etimológico y significado de este apellido, en el Diccionario de Apellidos Españoles, podemos leer que no está necesariamente relacionado con el oficio de hurtar y robar, ya que ladrón procede del latín latro, -nis, voz que no tenía nada de peyorativo en latín primitivo y que significaba "sirviente pagado",[cita requerida] acepción que se mantuvo en el cognomen Latro, usual en época romana, y que persistió como nombre personal durante la Edad Media.
Diego López Ladrón acompañó en 1114 al Rey de Aragón Alfonso I el Batallador en sus luchas contra los moros.
Pedro Ladrón, ricohombre aragonés, era en 1181 señor de Belchite, villa de la provincia de Zaragoza, y en 1196 asistió a las Cortes de Aragón celebradas en Daroca. Fue alférez del rey Pedro II de Aragón y señor de Teruel.
Otro Pedro Ladrón, también ricohombre de Aragón, fue Padre de Ladrón, que en 1227 asistió con Jaime I el Conquistador a la entrevista que este monarca tuvo con el infante Hernando, su tío. Después tomó parte en la conquista de Mallorca. En América llegaron especialmente a la ciudad de Tunja en el altiplano de los andes colombianos, en donde se afincaron en grandes casonas de la histórica urbe colombiana, logrando ser una de las familias vascas de caballeros más destacadas que se unió a las familias toledanas para el comercio de toda la comarca central de Colombia, su casa alta se encuentra en buen estado dentro del conjunto monumental (casco histórico de Tunja).